# Халили, Абдул
Абдул Рахман Халили (швед. Abdul Rahman Khalili; род. 8 января 1992, Фалун, Швеция) — шведский футболист, полузащитник клуба «Олимпиакос». Выступал в сборной Швеции. Участник Олимпийских игр 2016 года в Рио-де-Жанейро.
Кузен Абдула, Имад Халили — также профессиональный футболист.

## Клубная карьера

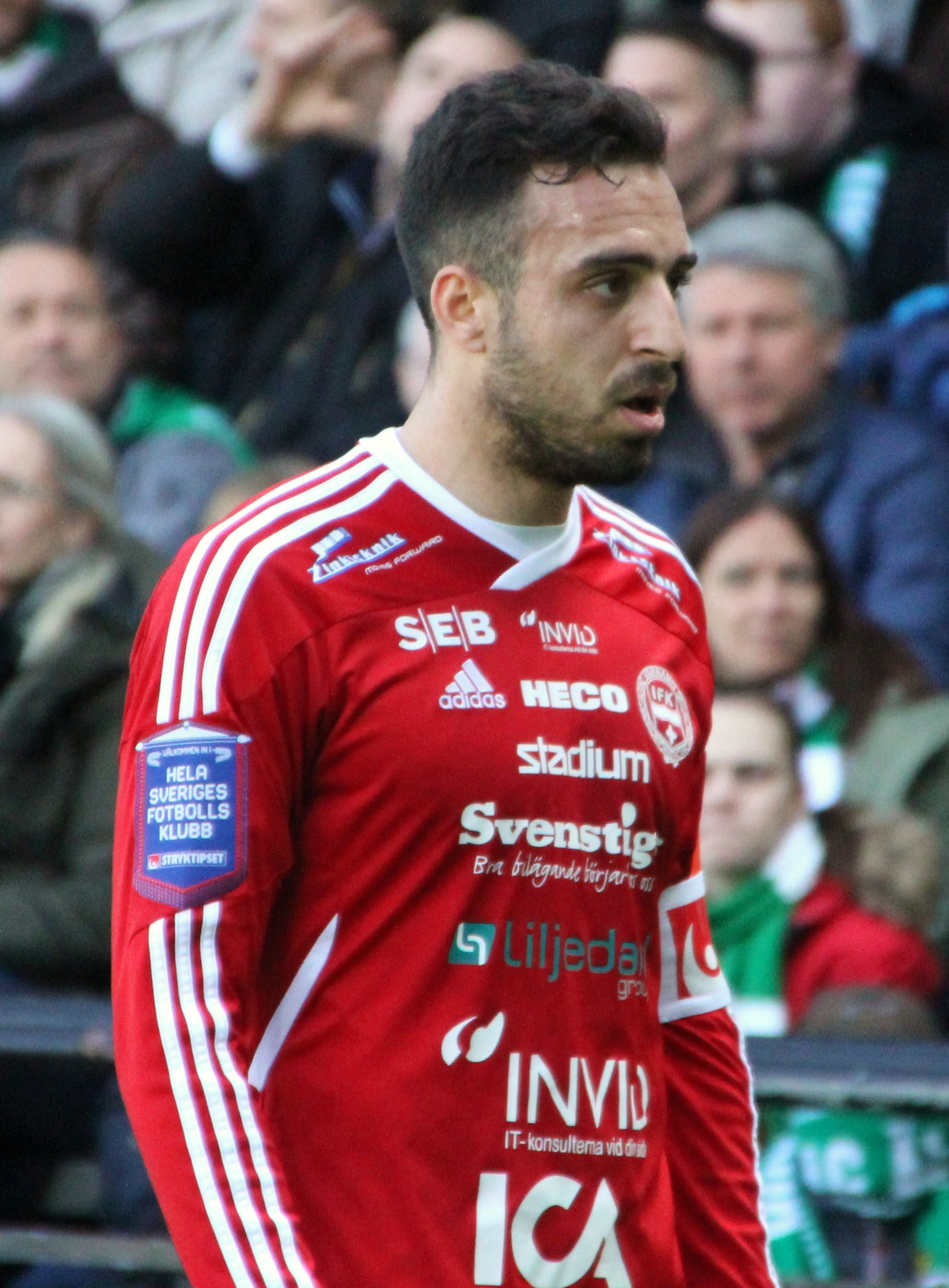
Халили в составе «Вернаму»

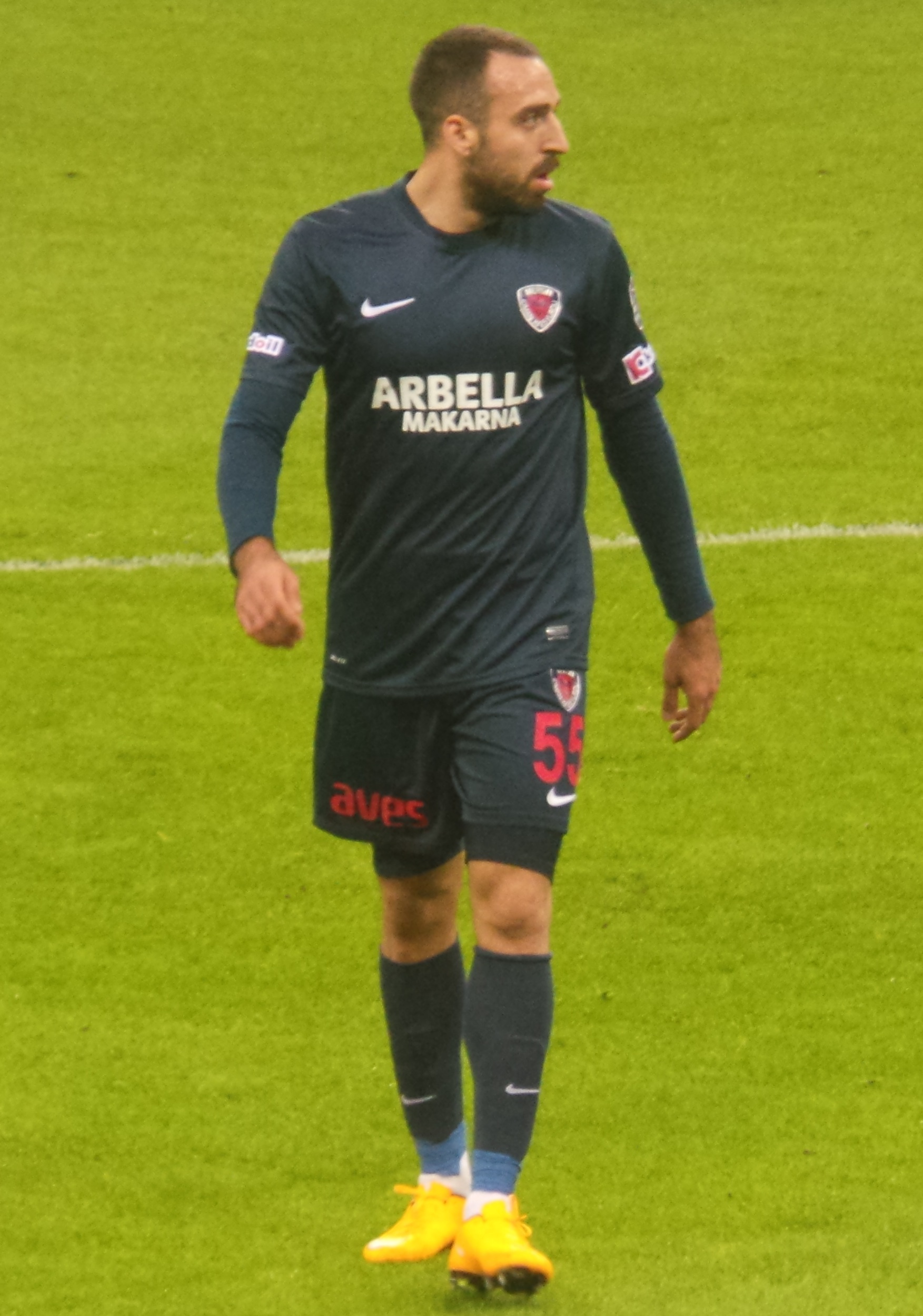
Халили в составе «Мерсин Идманюрду»

Халили — воспитанник академии клуба «Хёгаборгс». Он сыграл всего два матча, после чего перешёл в «Хельсингборг». Сразу же для получения игровой практики Абдул был отдан «Хёгаборгсу» ещё на сезон. В 2010 году он вернулся в «Хельсингборг». 26 июля в матче против «Хеккена» Халили дебютировал в Аллсвенскан лиге. В том же году он стал обладателем Кубка Швеции. Не сумев завоевать место в основе Абдул был отдан в аренду в «Вернаму». 23 июля 2011 года в поединке против «Ландскруны» он дебютировал в Суперэттане. В этом же матче Абдул забил свой первый гол за клуб.
В 2012 году Халили присоединился к «Вернаму» на постоянной основе. Он хорошо провёл сезон и по его окончании «Хельсингборг» оформил обратный переход Абдула. 27 апреля в 2014 года в поединке против «Мьельбю» Халили забил свой первый гол на высшем уровне.
Летом 2014 года Абдул перешёл в турецкий «Мерсин Идманюрду». 30 августа в матче против «Бешикташа» он дебютировал в турецкой Суперлиге. 8 февраля 2015 года в поединке против «Касымпаши» Халили забил свой первый гол за новую команду. По окончании сезона 2015/2016 «Мерсин» вылетел в Первую турецкую лиге и Абдул покинул команду. Летом 2016 года Халили подписал контракт с «Генчлербирлиги». 25 сентября в матче против «Кардемир Карабюкспор» он дебютировал за новую команду. 11 марта 2017 года в поединке против «Галатасарая» Абдул забил свой первый гол за «Генчлербирлиги».
Летом 2018 года Халили перешёл в «Касымпашу». 11 августа в матче против «Ризеспора» он дебютировал за новый клуб. В этом же поединке Абдул забил свой первый гол за «Касымпашу».

## Международная карьера
В 2015 году в составе молодёжной сборной Швеции Абдул выиграл молодёжный чемпионат Европы в Чехии. На турнире он сыграл в матчах против сборных Дании, Италии, Англии и дважды Португалии.
8 сентября 2015 года в отборочном матче чемпионата Европы 2016 против сборной Австрии Халили дебютировал за сборную Швеции.
В 2016 году Абдул в составе олимпийской сборной Швеции принял участие в Олимпийских играх в Рио-де-Жанейро. На турнире он сыграл в матчах против команд Колумбии, Нигерии и Японии.

## Достижения
«Хельсингборг»
- Обладатель Кубка Швеции — 2010

Швеция (до 21)]
- Победитель молодёжного чемпионата Европы — 2015